# 1899 (série de televisão)
1899 é uma série de televisão de streaming de ficção científica alemã de período épico multilíngue criada por Jantje Friese e Baran bo Odar. Estreou na Netflix em 17 de novembro de 2022. Recebeu críticas, em sua maioria, positivas.
Em 2 de janeiro de 2023, Jantje e bo Odar divulgaram um comunicado informando sobre o cancelamento de 1899. A Netflix optou não renovar a série. A dupla de criadores planejava fazer mais duas temporadas.

## Premissa
Situada em 1899, na virada do novo século, a série apresenta a história de um grupo de migrantes europeus que viajam de Londres em um navio a vapor chamado Kerberos para começar uma nova vida na cidade de Nova York.

## Recepção
No consenso do agregador de críticas Rotten Tomatoes diz: "1899 conduz seus passageiros multiculturais por um mistério atmosférico e oferece uma jornada cheia de suspense, mesmo que nunca chegue a um destino satisfatório." Na pontuação onde a equipe do site categoriza as opiniões da grande mídia e da mídia independente apenas como positivas ou negativas, o filme tem um índice de aprovação de 83% calculado com base em 23 comentários dos críticos. Por comparação, com as mesmas opiniões sendo calculadas usando uma média aritmética ponderada, a nota alcançada é 6,9/10.
Em outro agregador, o Metacritic, que calcula as notas das opiniões usando somente uma média aritmética ponderada de determinados veículos de comunicação em maior parte da grande mídia, tem uma pontuação de 69/100, alcançada com base em 11 avaliações da imprensa anexadas no site, com a indicação de "revisões geralmente favoráveis".